# Oblężenie domu Usmana
Oblężenie domu Usmana (arab. ‏فتنة مقتل عثمان‎) – wydarzenie mające miejsce 17 lipca 656 roku, podczas którego został zabity trzeci kalif prawowierny, Usman ibn Affan.

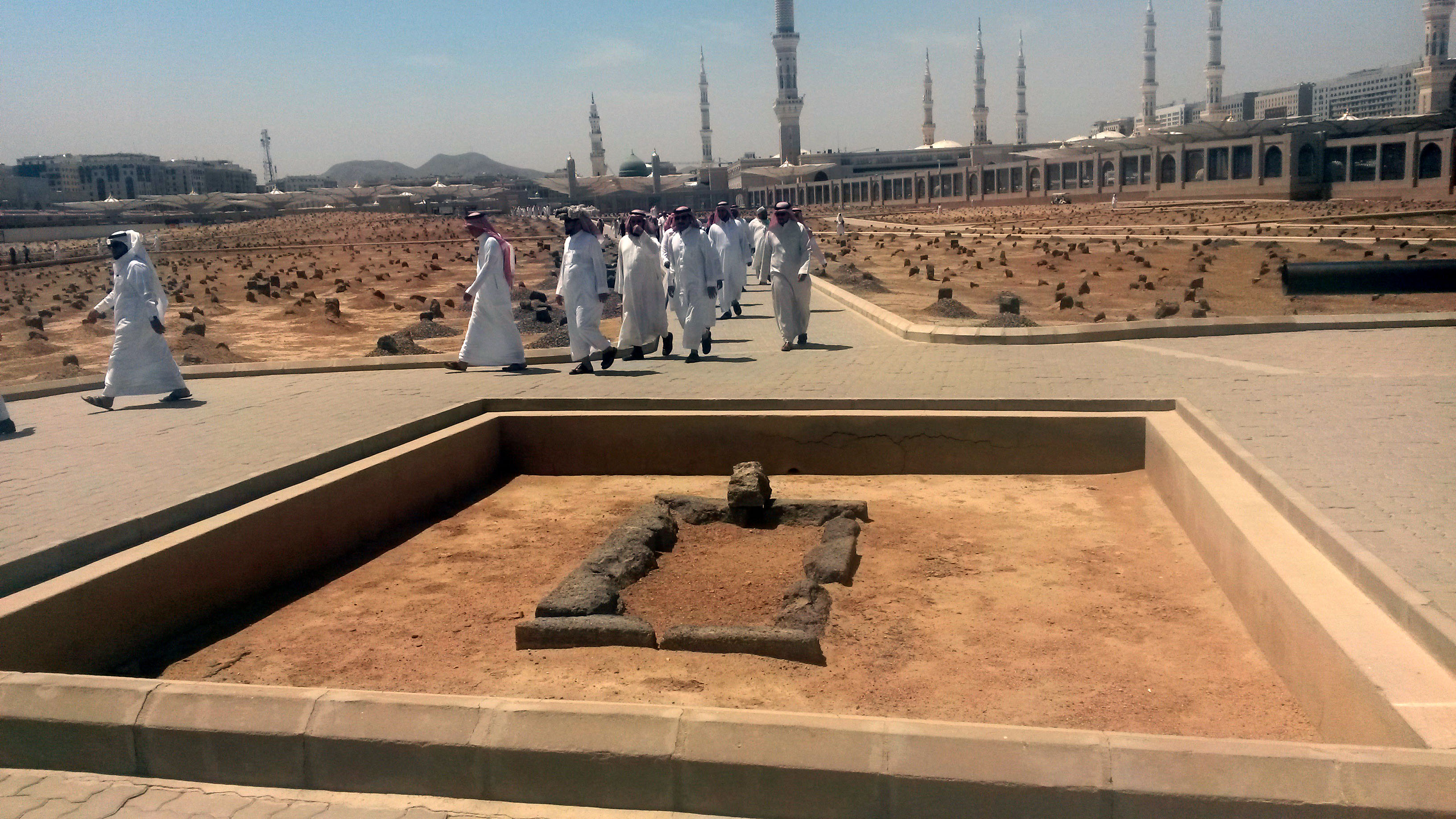
Miejsce pochówku Usmana współcześnie. Medyna, Arabia Saudyjska.

Podczas rządów Usmana, w kalifacie zaczęły wybuchać rebelie (m.in. w Egipcie, Al-Kufie, Basrze) przeciwko jego władzy. Trzeci kalif był oskarżany o korupcję (np. zbudował sobie ogromny pałac w Medynie zwany Az-Zawar) i nepotyzm (szczególnie obsadzanie stanowisk państwowych krewnymi z rodu Umajjadów)). Sytuację pogorszył fakt iż Marwan, krewny Usmana, zaczął uzyskiwać nad nim coraz większą kontrolę, przez co poparcie dla rządów kalifa jeszcze bardziej zmalało, swoje poparcie wycofała także większość prominentnych towarzyszy Mahometa. Egipscy buntownicy udali się do Medyny. Aby załagodzić sytuację Usman wysłał do nich swojego przedstawiciela, którym był Muhammad ibn Maslama. Na drodze negocjacji, wysłannikowi udało się uspokoić sytuację zapewniając buntowników iż wszystkie ich problemy zostaną rozwiązane. W drodze powrotnej do Egiptu rebelianci schwytali kuriera z Medyny, przy którym znaleziono list zaadresowany od Usmana z jego pieczęcią kalifa, w którym to nakazywał zarządcy prowincją schwytać i zabić wszystkich buntowników. Siły rebeliantów natychmiast zawróciły do Medyny i przypuściły szturm na dom w którym znajdował się Usman. Usman próbował się bronić twierdząc, że list został sfałszowany przez Marwana, lub, według innej tradycji, przez Alego. Według najstarszej zachowanej w tradycji mowy obrończej kalifa miał on odrzucać kierowane przeciwko niemu oskarżenia jako fałszywe, odwoływać się do tego że jako czwarta osoba przyjął islam, zebrał tekst Koranu, ożenił się z dwiema córkami Proroka i prowadził przykładne życie duchowe. Obwiniał także najstarszych towarzyszy Proroka, którzy stanęli w opozycji przeciwko niemu, teraz zaś zachowują fałszywą neutralność, i wskazywał w szczególności Alego. Żona Proroka A’isza, która wcześniej prowadziła gwałtowną kampanię przeciwko Usmanowi, teraz w ostatniej chwili opuściła Medynę pod pretekstem pielgrzymki, nie chcąc być wiązaną z nadchodzącymi wydarzeniami. Rebelianci byli prowadzeni przez Muhammada, syna kalifa Abu Bakra, i to on miał zabić Usmana, jednakże „nie jest jasne czy to on zadał ostateczny cios, lub czy był to ktoś inny; tradycja cytuje kilka imion i jest czymś oczywistym że od samego początku kwestia ta była niejasna”. W trakcie walki miała zostać ranna żona Usmana, Kalbijja Na'ila bint al-Furafisa, a dom został splądrowany. Buntownicy uniemożliwili pochowanie Usmana na cmentarzu Baki al-Gharkad, gdzie miał on spocząć obok Mahometa, tak że ostatecznie został on pochowany w nocy, w towarzystwie nielicznego grona rodziny i znajomych, na pobliskim cmentarzu żydowskim Haszsz Kaukab, wcześniej zakupionym przez Usmana w celu powiększenia cmentarza Baki. W atmosferze zamętu i terroru kalifem został wybrany Ali, jednak od początku miał on przeciwko sobie innych niezadowolonych pretendentów do władzy oraz nieobecnych podczas elekcji Umajjadów, na których czele stał Mu’awija ibn Abi Sufjan. „Odtąd wszelka polityczna jedność islamu przeminęła, a wkrótce także jedność religijna, ustępując miejsca wojnom domowym i schizmom. Kalifat Usmana i jego krwawy koniec oznaczał moment zwrotny w historii islamu”.